# تاتيانا ميلنيك
تيتانا يوريفنا ميلنيك (من مواليد 2 أبريل 1995) هي لاعبة ألعاب قوى أوكرانية وعداءة حواجز تتنافس في سباقات 400 متر وسباق 400 متر حواجز. مثلت بلدها في دورة الألعاب الأولمبية الصيفية 2016، ودورة الألعاب الأولمبية الصيفية 2020، ودورة الألعاب الأولمبية الصيفية 2024. أفضل أرقامها الشخصية هي 51.92 ثانية في سباق 400 متر و57.40 ثانية في سباق 400 متر حواجز.
تنافست في سباق الحواجز في بطولة العالم للناشئين في ألعاب القوى 2014، ووصلت إلى الدور نصف النهائي. كانت جزءًا من فريق 4 × 400 متر تتابع الأوكراني في بطولة أوروبا لألعاب القوى 2016 مع يوليا أوليشيفسكا وأولها بيبيك وأولها زملايك. حلت ألينا لوهفينينكو محل أوليشيفسكا في الفريق الأوليمبي الأوكراني الذي احتل المركز الخامس في نهائي التتابع.